# Dračí lodě
Dračí lodě je sportovní disciplína jezdců na dračích lodích, které se vyznačují typickými dračími hlavami na špici lodě a jejich celkovým zbarvením. Novodobá zmínka o sportu se datuje k roku 1976, kdy se uskutečnil první festival dračích lodí v Hongkongu, odtud se sport rozšířil do celého světa.
Rok 1997 je úplný počátek historie dračích lodí v České republice. Na podzim onoho roku se v Praze objevila první loď, začalo se trénovat a vnikl Pražský klub dračích lodí.
K roku 2007 se této disciplíně aktivně věnovalo přes 50 miliónů sportovců z více než 50 zemí světa. Od roku 1995 Mezinárodní federace dračích lodí International Dragon Boat Federation (IDBF) pořádá oficiální Mistrovství světa i Mistrovství Evropy. Na letních olympijských hrách 2008 v Pekingu se připravovalo zařazení dračích lodí do programu olympijských her.
Tento sport je jedním z nejtýmovějších sportů na světě, jestliže zvážíme, že na lodi se nachází 22 aktivních členů posádky, na rozdíl třeba od fotbalu, kde je jich o polovinu méně. Loď s plnou posádkou může dosahovat i přes dvě tuny, to je jako velký off-road. Tento sport využívají mnohé firmy při teambuildingu.

## Soutěže
Závodí se v drahách na vzdálenosti 200, 500, 1 000, 2000 a 5 000m. Kategorie se dělí dle věku a pohlaví (jezdí se i mix).
Před několika lety[kdy?] vyhráli Češi mistrovství světa - a to jak v mužské, tak i ženské kategorii.